# PAN Parks Foundation
Die von 1997 bis 2014 existierende gemeinnützige Stiftung PAN Parks Foundation hatte es sich zur Aufgabe gemacht, Wildnisrelikte oder potentielle Wildnisentwicklungsgebiete in Nationalparks und anderen Großschutzgebieten Europas ausfindig zu machen, zu zertifizieren und den langfristigen Prozessschutz dieser Flächen vertraglich zu sichern. Dazu bot die Stiftung den Trägern in verschiedener Form Unterstützung an. Dies erstreckte sich vom naturschutzfachlichen Know-how über Public-Relations-Maßnahmen bis hin zu Konzepten der wirtschaftlichen Absicherung. Der Namensteil „PAN“ steht für Protected Area Network.
Durch PAN Parks wurden in aller Regel keine neuen Schutzgebiete ausgewiesen. Aus Naturschutzsicht handelte es sich vielmehr um ein europaweites Bewertungssystem für bereits bestehende Schutzgebiete.

## Geschichte
PAN Parks wurde 1997 als Projekt der Umweltstiftung WWF in Kooperation mit dem niederländischen Tourismusunternehmen Molecaten gegründet. Bereits 1998 erlangte die Organisation die eigene Rechtsfähigkeit als Stiftung (Foundation) mit Sitz in Ungarn.
In den ersten zehn Jahren der Stiftung wurden zehn Schutzgebiete zertifiziert und mehr als 60 lokale Tourismus-Unternehmer unter Vertrag genommen.
Seit Oktober 2013 wurde die Arbeit der Stiftung eingestellt. Per 26. Februar 2014 erfährt man von der European Wilderness Society (EWS), dass Insolvenz angemeldet wurde. Offenbar hat die Stiftung erhebliche finanzielle Schwierigkeiten. Gleichzeitig distanziert sich die Wilderness Society von jedweden rechtlichen oder finanziellen Beziehungen zu PAN Parks, obgleich sie erkennen lässt, die Arbeit der PAN Parks Foundation weiterzuführen.

## Ziele
Das vorrangige Ziel der Stiftung war die Zertifizierung und der langfristige Schutz großflächiger europäischer Wildnisgebiete in einem eigens dafür geschaffenen Netzwerk von zertifizierten Gebieten, die intern PAN Parks genannt wurden. Um eine langfristige Finanzierung der Projekte zu gewährleisten und darüber hinaus die Akzeptanz der Bevölkerung und einen wirtschaftlichen Mehrwert für die Regionen zu erzielen, in denen die Schutzgebiete liegen, setzte die Organisation auf die Förderung maßgeschneiderter nachhaltiger Tourismuskonzepte.

## Umsetzung
Die unabhängige Organisation European Wilderness Society hat die bestehenden PAN Parks unter den gleichen – im Folgenden beschriebenen – Bedingungen übernommen.

### Naturschutz
Die Stiftung hatte eine von den europäischen und anderen internationalen Naturschutzorganisationen anerkannte Zertifizierung nach strengen Qualitätskriterien für europäische Wildnisschutzgebiete entwickelt. Zur Ausweisung eines „PAN Parks Wildnisgebietes“ musste ein bestehender Nationalpark einen (in der Regel) mindestens 10.000 ha großen Kernbereich mit einer unbesiedelten, unzerschnittenen und möglichst wenig hemeroben Naturlandschaft aufweisen. Zudem ist eine Gesamtgröße des Parks von mindestens 20.000 Hektar erforderlich. So soll gewährleistet werden, dass die Fähigkeit der Selbstregulation der Ökosysteme sowie der Fortbestand ausreichend großer Populationen gefährdeter Tier- und Pflanzenarten erhalten bleiben. Zudem nimmt mit zunehmender Flächengröße das Risiko einer negativen Beeinflussung durch den zugelassenen Tourismus ab, da mehr Spielraum für entsprechende Lenkungskonzepte besteht.
Für die Aufnahme eines Gebietes in das Netzwerk mussten die Schutzgebiete für das europäische Naturerbe (Natura 2000) repräsentativ sein. Um eine möglichst natürliche Entwicklung der Gebiete zu gewährleisten, wurde ein Parkmanagement eingerichtet, dass die Erhaltung und Wiederherstellung ökologischer Prozesse und der biologischen Vielfalt in den Ökosystemen förderte.

### Tourismus
Die ursprünglichen Landschaften, die in dicht besiedelten Ländern liegen, locken zwangsläufig viele Besucher an. Häufig hat dieser Naturtourismus negative Folgen für den Naturhaushalt der Ökosysteme. Um aus dieser Not eine Tugend zu machen, entwickelte die Stiftung für die zertifizierten Gebiete umfangreiche Konzepte für einen naturverträglichen und nachhaltigen Ökotourismus. Dies umfasst vor allem die Einteilung der Schutzgebietes in verschiedene Zonen, für die jeweils andere – an die naturschutzfachlichen Voraussetzungen – angepasste Vorschriften galten. Anschließend wurden potenzielle Tourismusunternehmen ausgewählt, die die geplanten Dienstleistungen in eigenem Namen anbieten könnten.
Die Stiftung wählte nur lokale Unternehmen aus, die in der Lage sind, geführte Wanderungen, Schlittenhunde-Safaris, Tierbeobachtungen und dergleichen anzubieten. Dafür durften die Touranbieter das PAN Parks-Logo verwenden und sicherten sich das exklusive Recht für den entsprechenden Park. Die Stiftung unterstützte ihrerseits die Öffentlichkeitsarbeit, u. a. über ihre ehemalige Webseite panparks.org.

### Anerkennung
Nach Meinung des deutschen Bundesamtes für Naturschutz war die privatrechtliche Zertifizierung durch PAN Parks ein vorbildliches und erstes länderübergreifendes Bewertungssystem für Schutzgebiete in Europa.